# Heľpa
Heľpa (1927–1948 slowakisch „Helpa“; deutsch Helpach an der Gran, ungarisch Helpa) ist eine Gemeinde in der Mittelslowakei.

## Geographie

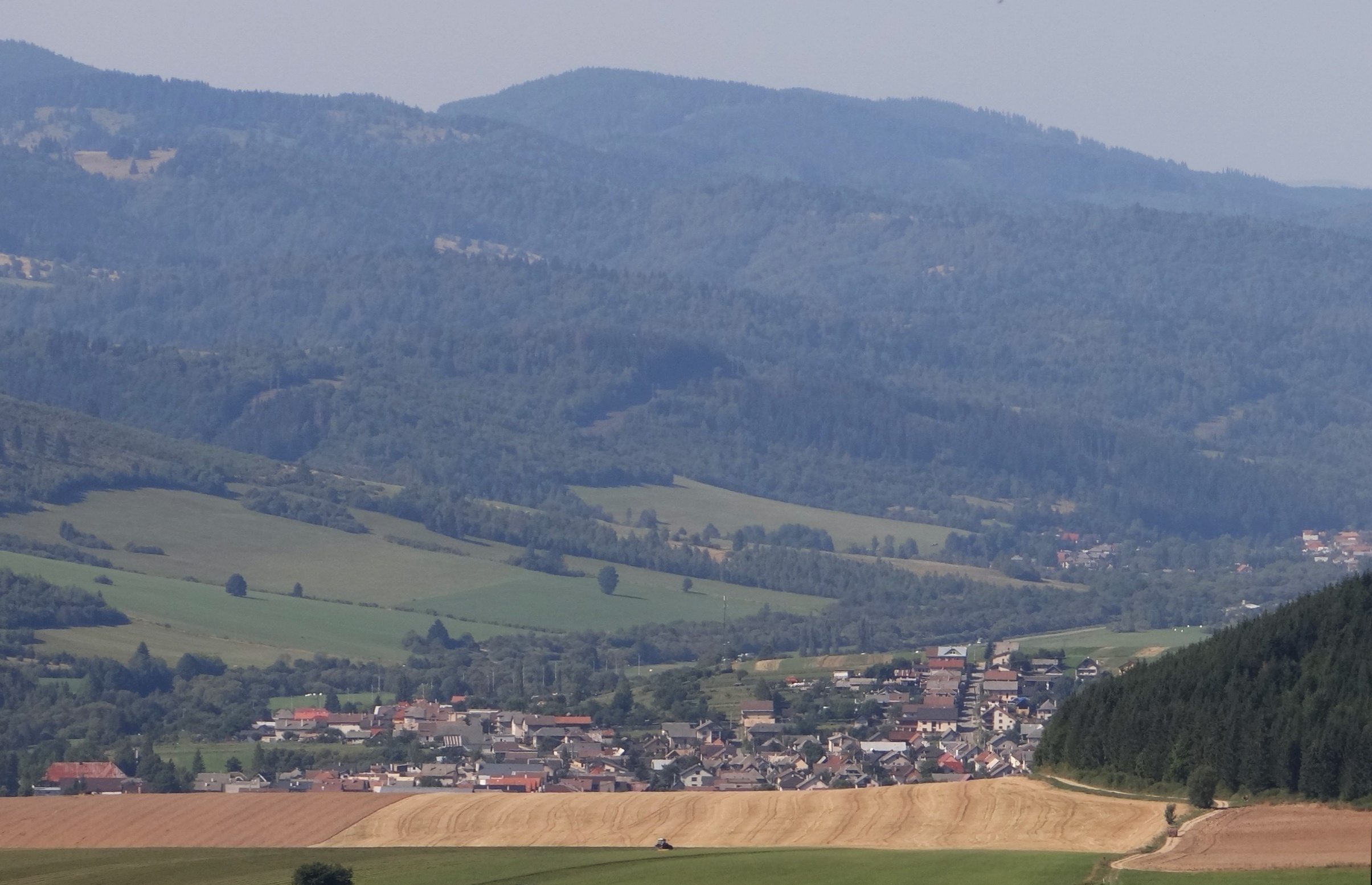
Blick auf Heľpa, mit der Muránska planina im Hintergrund

Sie liegt im Talkessel Horehronské podolie am Ufer der Hron, am Fuße des 1691 m n.m. hohen Bergs Veľká Vápenica in der Niederen Tatra im Norden und des Gebirges Muránska planina im Süden, 24 km von Brezno entfernt. Die Cesta I. triedy 66 (I/66) verläuft am Rande des Ortes und führt weiter zur Kreuzung mit der I/67 unter dem Vernár-Pass. Der Ort besitzt einen Bahnhof an der Bahnstrecke Banská Bystrica–Červená Skala.

## Geschichte
Der Ort wurde 1549 in einem Urbar der Herrschaft von Muráň erstmals erwähnt und war zuerst von Walachen besiedelt. Im Ort gibt es eine katholische Kirche der Heiligen Maria aus dem Jahr 1806 im Spätbarockstil.

## Bevölkerung
| Jahr                | 1994 | 2004    | 2014    | 2024     |
| ------------------- | ---- | ------- | ------- | -------- |
| Anzahl der Personen | 3081 | 2945    | 2686    | 2393     |
| Unterschied         |      | −4,41 % | −8,79 % | −10,90 % |

| Jahr                | 2023 | 2024    |
| ------------------- | ---- | ------- |
| Anzahl der Personen | 2398 | 2393    |
| Unterschied         |      | −0,20 % |